# Anh hùng Cộng hòa Cuba
Danh hiệu Anh hùng Cộng hòa Cuba (tiếng Tây Ban Nha: Héroe de la República de Cuba) là một giải thưởng ghi nhận những chiến công anh hùng cho nhà nước Cuba. Danh hiệu này chỉ được trao cho một số người trong đó có Arnaldo Tamayo Méndez, Juan Almeida Bosque, Leonid Brezhnev và Cuban Five.